# Кабрера, Давид (1989)
Давид Кабрера Пуйоль (исп. David Cabrera Pujol; 7 сентября 1989, Мехико, Мексика) — мексиканский футболист, игравший на позиции полузащитника.

## Клубная карьера

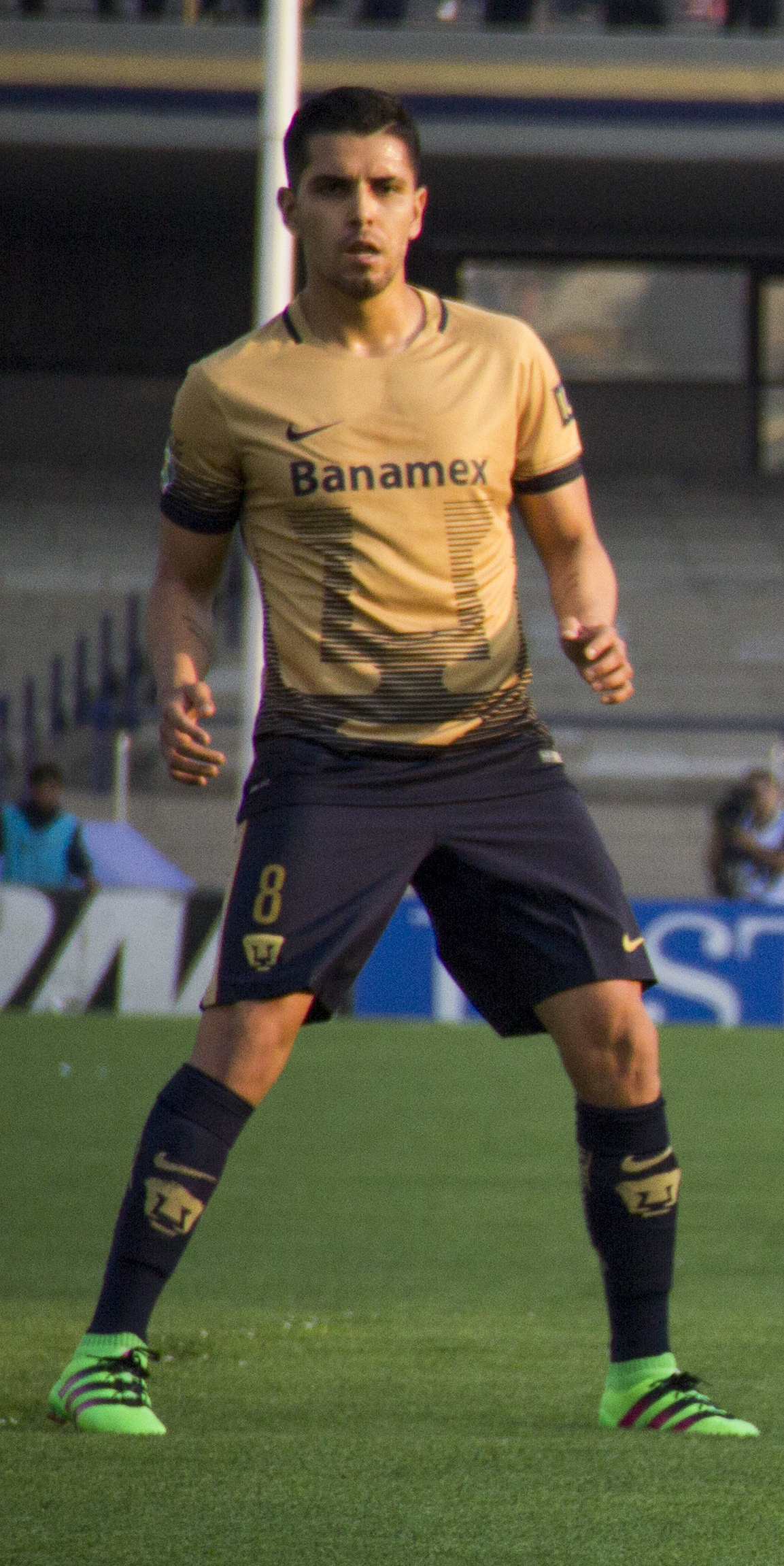
Кабрера в составе УНАМ Пумас

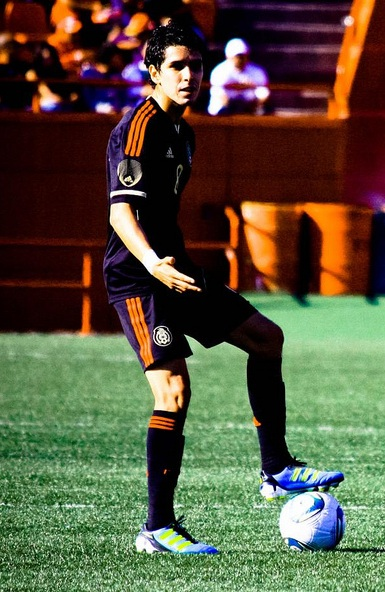
Кабрера в составе олимпийской сборной Мексики

Кабрера — воспитанник клуба УНАМ Пумас. 24 августа 2008 года в матче против «Пачуки» он дебютировал в мексиканской Примере. В первом сезоне он Давид стал чемпионом Мексики хотя его вклад в успех был незначительным. В следующем году из-за высокой конкуренции он принял участие всего в 4 матчах. В 2010 году Кабрера завоевал место в основе «пум» и во второй раз выиграл чемпионат. В апреле 2012 года он получил разрыв крестообразных связок колена и был вне игры несколько месяцев. 6 мая 2013 года в поединке против «Атланте» он забил свой первый гол за «Пумас».
Летом 2016 года Кабрера на правах аренды перешёл в «Монаркас Морелия». 16 июля в матче против «Тихуаны» он дебютировал за новую команду. 28 августа в поединке против «Толуки» Давид забил свой первый гол за «Монаркас Морелия». После окончания аренды он вернулся в УНАМ Пумас.

## Международная карьера
В 2009 году в составе молодёжной сборной Мексики Кабрера выступал на молодёжном чемпионате Северной Америки. В 2012 году Давид получил тяжёлую травму и не смог принять участие в Олимпийских играх в Лондоне.

## Достижения
Командные
 УНАМ Пумас
- Чемпионат Мексики по футболу — Клаусура 2009
- Чемпионат Мексики по футболу — Клаусура 2011